# شيخ دن
شيخ دن  قرية سوريّة تتبع إداريّاً لمحافظة حلب منطقة الباب ناحية تادف، بلغ تعداد سكانها 391 نسمة حسب التعداد السكاني لعام 2004.